# Ityphilus demoraisi
Ityphilus demoraisi är en mångfotingart som beskrevs av Pereira, Minelli och Paolo Barbieri 1995. Ityphilus demoraisi ingår i släktet Ityphilus och familjen Ballophilidae. Inga underarter finns listade i Catalogue of Life.